# Brigitte Bardot (chanson)
Pour les articles homonymes, voir Brigitte Bardot.
Clip vidéo
[vidéo] « Darío Moreno - Brigitte Bardot », sur YouTube
[vidéo] « Miguel Gustavo - Brigitte Bardot », sur YouTube
Brigitte Bardot ou Brigitte Bardot-Bardot est une chanson brésilienne, composée par Miguel Gustavo et écrite et enregistrée en 1960 par Jorge Veiga, en hommage à Brigitte Bardot,. Sa reprise en single français par Dario Moreno, extrait de son album Dario Moreno de 1962,, est un des grands succès de sa carrière.

## Histoire

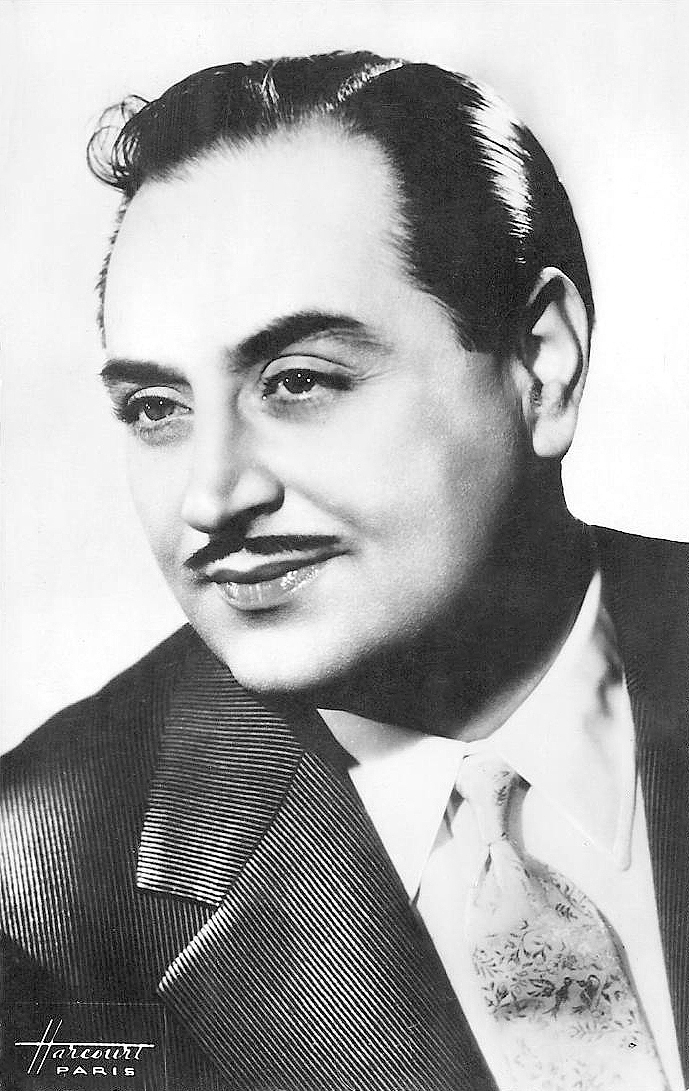
Dario Moreno, en 1952

Les auteurs-compositeurs brésiliens Jorge Veiga et Miguel Gustavo écrivent et composent cette marchinha de carnaval et samba brésilienne humoristique, en portugais brésilien, sur le thème festif du carnaval au Brésil, du Carnaval de Rio et de Brigitte Bardot (devenue une star internationale en 1956, avec son film Et Dieu… créa la femme de Roger Vadim). Jorge Veiga l'enregistre avec un succès international, en particulier pour le Carnaval de Rio de Rio de Janeiro au Brésil. 
À la suite du succès de Si tu vas à Rio de Dario Moreno, de 1958, et à la suite du film Voulez-vous danser avec moi ? de 1959 (où Brigitte Bardot danse le tango et le mambo avec Dario Moreno) ce dernier reprend avec succès ce tube de l'été 1960 Brigitte Bardot-Bardot, avec des paroles adaptées en français des auteurs français Lucien Morisse et André Salvet « Il aurait fallu t’inventer, si tu n’avais pas existé, Brigitte Bardot, Bardot, Brigitte Bardot, bravo ! aucune fille au monde, n’est aussi sympa que toi... ».

## Reprises et adaptations
Cette chanson brésilienne est reprise par de nombreux interprètes latino, et entre autres par le trio belge Two Man Sound avec leur medley Disco Samba (en) de 1978.  

## Au cinéma
- 1962 : Elle est terrible, de Luciano Salce, à la fin du film, interprétée par Jorge Veiga.